# Mind Funk
Mind Funk fue una banda estadounidense de funk metal formada por músicos de Chemical Waste y algunas otras agrupaciones. Originalmente iba a ser llamada "Mind Fuck", pero tras firmar contrato con Epic Records tuvieron que cambiar su nombre por cuestiones de censura. Grabaron su álbum debut homónimo en 1991. El guitarrista Jason Everman, conocido por colaborar ocasionalmente con las bandas Nirvana y Soundgarden, se unió a la agrupación y se retiró de la misma en 1994 para unirse al ejército de los Estados Unidos. Louis Svitek tocó en Ministry y abrió un estudio musical llamado Wu-Li Records. John Monte también tocó en Ministry tras salir de Mind Funk.

## Músicos
- Patrick Dubar - Voz
- Louis J. Svitek - Guitarra
- Frank Ciampi - Bajo
- Shawn Johnson - Batería

### Músicos anteriores
- Jason Coppola - Guitarra
- John Monte - Bajo
- Reed St. Mark - Batería
- Jason Everman - Guitarra
- Spike Xavier - Bajo[3]

## Discografía

### Estudio
- Mind Funk (1991) (Epic)
- Dropped (1993) (Megaforce Records)
- People Who Fell from the Sky (1995) (Music for Nations)

### Sencillos y EP
- Touch You (EP, 1991) (Epic)
- "Big House Burning" (Single, 1991) (Epic)